# Culu Hun
Culu Hun (Culuhun, Kuluhun, Kulu Hun) ist ein osttimoresischer Suco, der einen Stadtteil östlich des Zentrums der Landeshauptstadt Dili bildet.

## Geographie

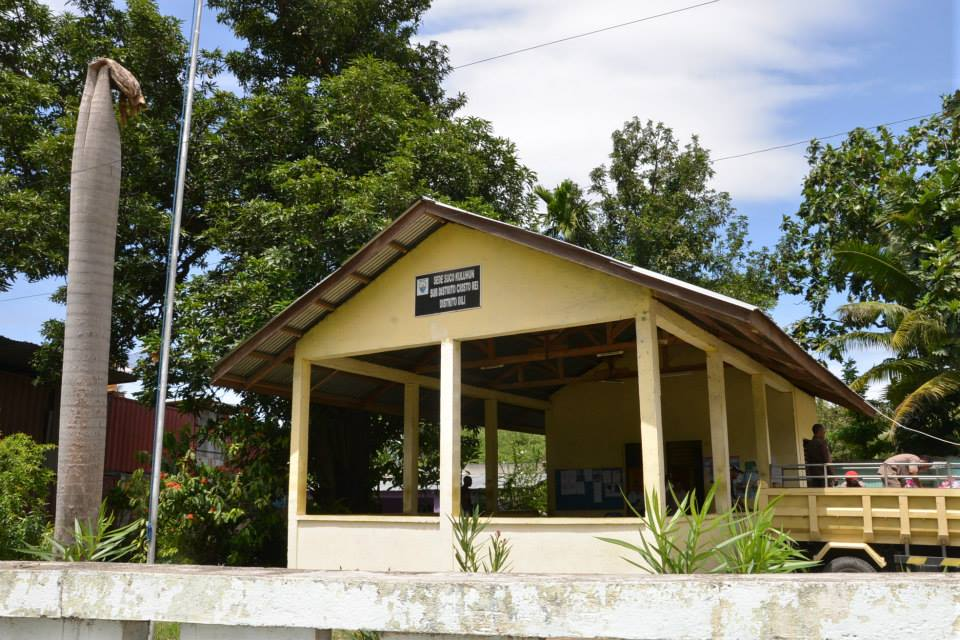
Sitz des Sucos Culu Huns

Culu Hun liegt im Westen des Verwaltungsamts Cristo Rei (Gemeinde Dili). Nördlich liegt der Suco Bidau Santana und östlich der Suco Becora. Ansonsten ist Culu Hun vom Verwaltungsamt Nain Feto umrahmt mit seinen Sucos Lahane Oriental, Bemori und Acadiru Hun. Die Grenze zu Becora bildet der Fluss Bemori. An der Nordostecke Culu Huns trifft dieser mit dem Benamauc zusammen und fließt als Mota Claran in die Bucht von Dili. Die Grenze zu Acadiru Hun und zum Teil zu Bemori bildet der Mota Bidau. Alle Flüsse fallen aber außerhalb der Regenzeit trocken.
Der Suco teilt sich in sieben Aldeias. Toko Baru II (Antigo Asls) im Norden, Funu Hotu, Loe Laco und Nato im Zentrum und Soru Motu Badame, Tane Muto und Lao Rai/Caregatiro im Süden. Culu Hun hat eine Fläche von 0,68 km².
Culu Hun unterteilt sich in weitere Stadtviertel. Im Norden liegt Kuluhun de Cima (Kuluhun Leten, Kuluhun Atas, „Ober-Culuhun“). Das westlich gelegene Culuhun de Baixo („Unter-Culuhun“) gehört zum Suco Acadiru Hun. Der Süden wird von Kuluhun Taibesi Leten (Kuluhun Taibesi Atas) und Becusi de Baixo (Becusi Bawah, Bekosi Bawah) gebildet. Im Südwesten liegen die Clínica Sta. Maria do Rosário und das Convento das Madres PRR. Das Hospital Nacional Guido Valadares und die Grundschule Escola Primária nº4 Kulu Hun befinden sich in Kuluhun de Cima. In Kuluhun Taibesi Leten gibt es eine weitere Grundschule.

## Einwohner

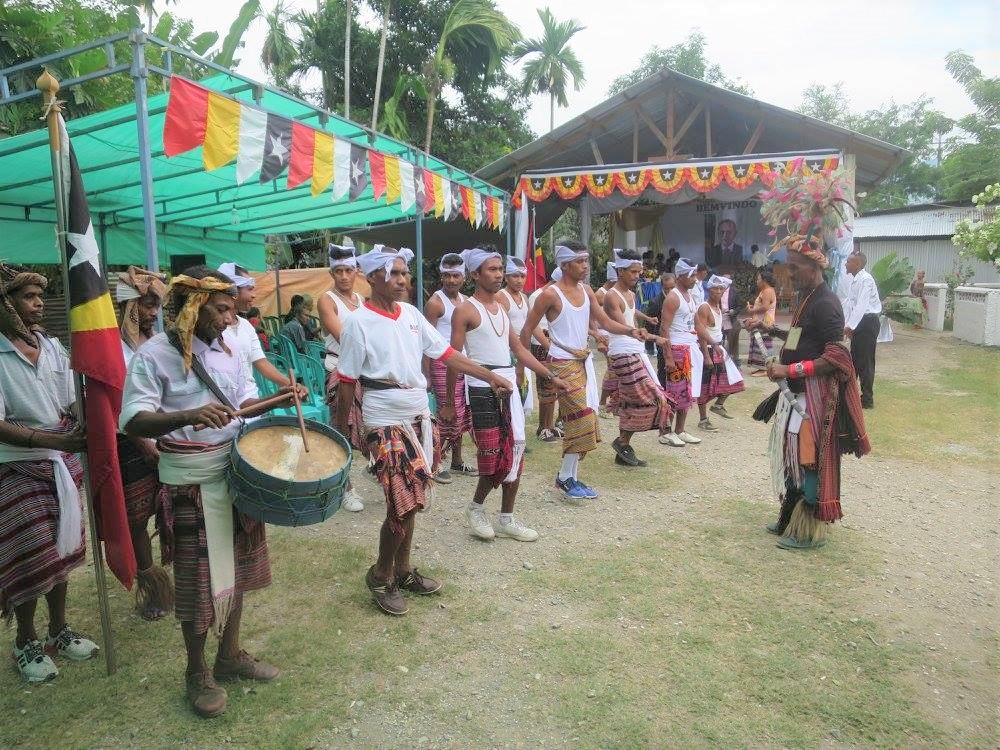
Moradores bei einem Fest in Culu Hun (2017)

Im Suco leben 7.174 Menschen (2022), davon sind 3.542 Männer und 3.632 Frauen. 5.295 von ihnen wohnen in einer urbanen Umgebung, 1.879 im ländlichen Teil des Sucos. Im Suco gibt es 1.175 Haushalte. Über 98 % der Einwohner geben Tetum Prasa als ihre Muttersprache an. Minderheiten sprechen Makasae oder Habun.

## Geschichte
1991 versteckte mit anderen zusammen Matias Gouveia Duarte in seinem Wohnhaus in Kuluhun Taibesi Leten zwölf Tage lang Xanana Gusmão, den Führer des militärischen Widerstands gegen die indonesische Besatzung.

## Politik

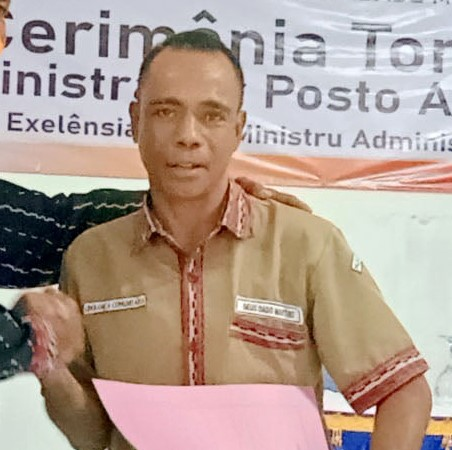
Dues Dado Martins (2022)

Bei den Wahlen von 2004/2005 wurde Francisco M. M. Riveiro zum Chefe de Suco gewählt. Bei den Wahlen 2009 gewann José Lourenço P. Borges und 2016 Dues Dado Martins.

## Persönlichkeiten
- Marito Mota (* 1970), Politiker